# Anton von Krosigk

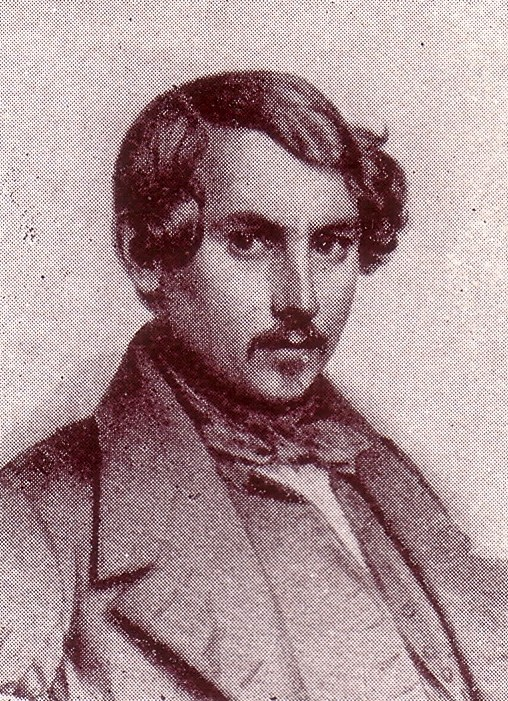
Anton von Krosigk, um 1842

Anton Ferdinand von Krosigk (* 10. September 1820 in Gröna; † 25. Dezember 1892 in Dessau) war ein deutscher Verwaltungsjurist. Er war preußischer Landrat und Vorsitzender des Sachsen-Meininger und später des Herzoglich-Anhaltischen Staatsministeriums.

## Leben
Anton von Krosigk, der evangelischer Konfession war, stammte aus der Adelsfamilie von Krosigk. Sein Vater war der Schlosshauptmann Anton Emil von Krosigk und seine Mutter Albertine von Kerßenbrock aus dem Hause Helmsdorf. Zu seinen Brüdern zählte Wilhelm von Krosigk. Krosigk besuchte ab 1835 die Ritterakademie in Brandenburg an der Havel und studierte anschließend Rechtswissenschaften in Bonn und Berlin. Seit 1842 war er Mitglied des Corps Borussia Bonn.
Nach dem Ausscheiden von Ernst Freiherr von Friesen wurde Krosigk 1850 zunächst kommissarisch dessen Nachfolger als Landrat des Mansfelder Gebirgskreises des Regierungsbezirkes Merseburg in der preußischen Provinz Sachsen. 1851 übernahm er offiziell dieses Amt, das er bis 1861 innehatte. 1863 war er nochmals kurz in Amt.
Er war Bevollmächtigter zum Bundesrat des Norddeutschen Bundes.
September 1861 bis zum 1. Oktober 1864 war er Wirklicher Geheimer Rat und Staatsminister, also Regierungschef im Herzogtum Sachsen-Meiningen. In der Zeit vom 20. Oktober 1866 bis 1873 war er erneut Staatsminister in Sachsen-Meiningen.
1875 übernahm er den Vorsitz des Herzoglich-Anhaltischen Staatsministeriums. Diese Funktion übte er bis zu seinem Tod 1892 aus.

## Familie
Er heiratete am 7. Oktober 1849 Marie von Schlieckmann (1827–1909), eine Tochter des Juristen Heinrich von Schlieckmann. Sie überlebte ihren Mann und wohnte in der Kaiserstraße in Dessau. Zu ihren fünf Kindern gehörte der in Mansfeld während seiner Zeit als Landrat geborener Sohn Eberhard von Krosigk (1855–1932). Dieser wurde preußischer Generalleutnant und Rechtsritter des Johanniterordens.
Herr auf Gröna wurde sein Sohn Dedo Anton (1852–1914), dieser heiratete am 15. Juli 1885 Martha Hedwig Helene von Dassel (1857–1944), eine Tochter des Landstallmeisters Gustav Adolph von Dassel.

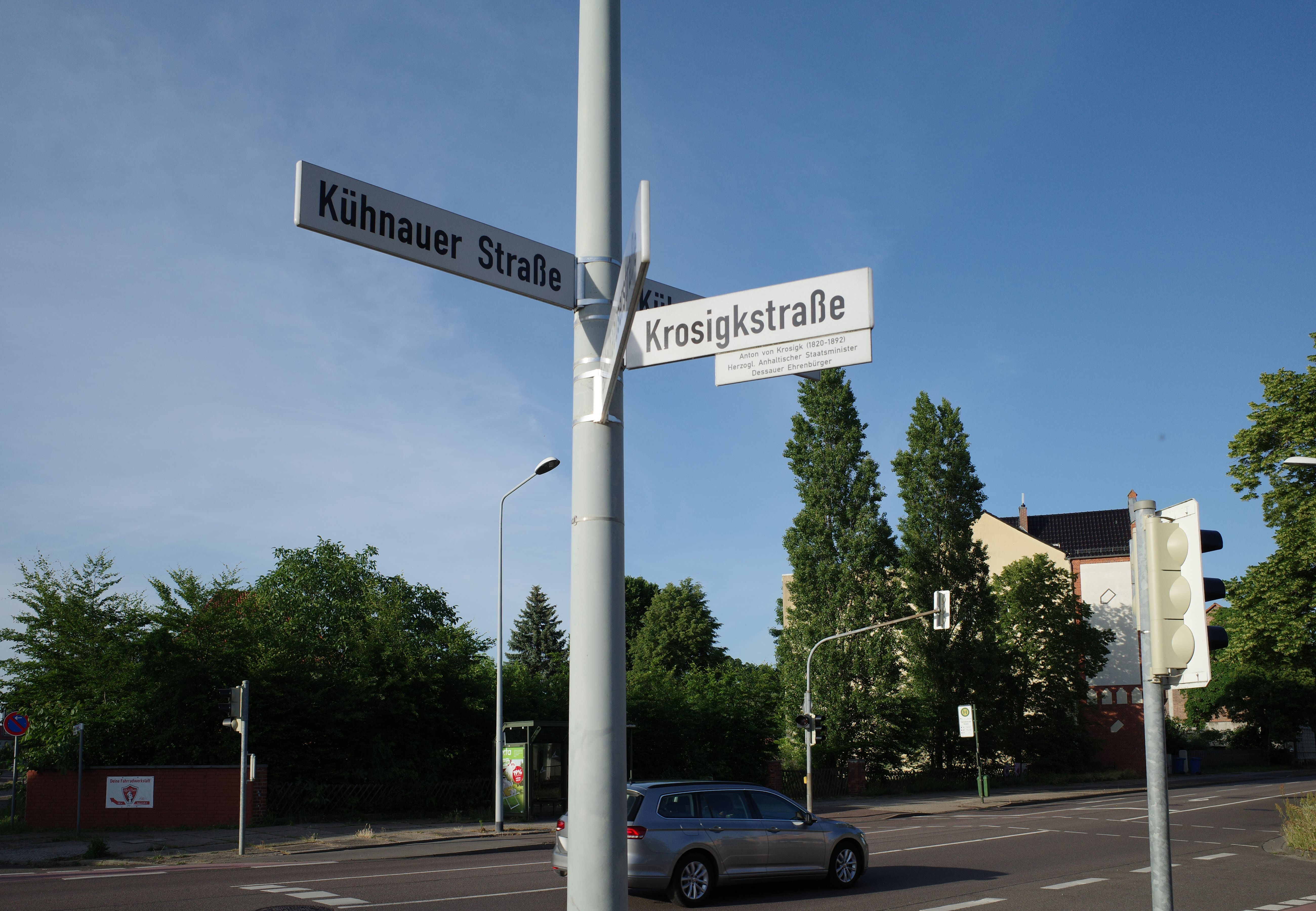
Krosigkstraße in Dessau-Roßlau

## Ehrungen
- Krosigkstraße in Dessau-Roßlau
- Ehrenbürger der Stadt Dessau
- Großkreuz des Hausordens Albrechts des Bären im Jahre 1871